# 马莱斯韦诺斯塔
马莱斯韦诺斯塔（義大利語：Malles Venosta），是意大利博尔扎诺-上阿迪杰自治省的一个市镇。总面积246平方公里，人口5050人，人口密度20.5人/平方公里（2009年）。ISTAT代码为021046。